# Смрт и девојка (Ханс Балдунг)
Смрт и девојка (енгл. Death and the Maiden) је слика ренесансе Ханса Балдунга. Представља темпере на кречном дрвету, насликано 1517. године. Налази се у колекцији Kunstmuseum Basel, Базел, Швајцарска. Балдунг је био штићеник Албрехта Дирера и усвојио је већи део његовог стила и мотива.
Дело приказује популарну тему ране смрти младе жене, често са еротским призвуком. У овој верзији је смрт ухватила косу младе жене и показује јој гробницу. Изнад његове главе исписане су речи Hie must du yn. Изненађена жртва, потпуно свесна своје судбине, крши руке молећи се за живот.